# Saponine

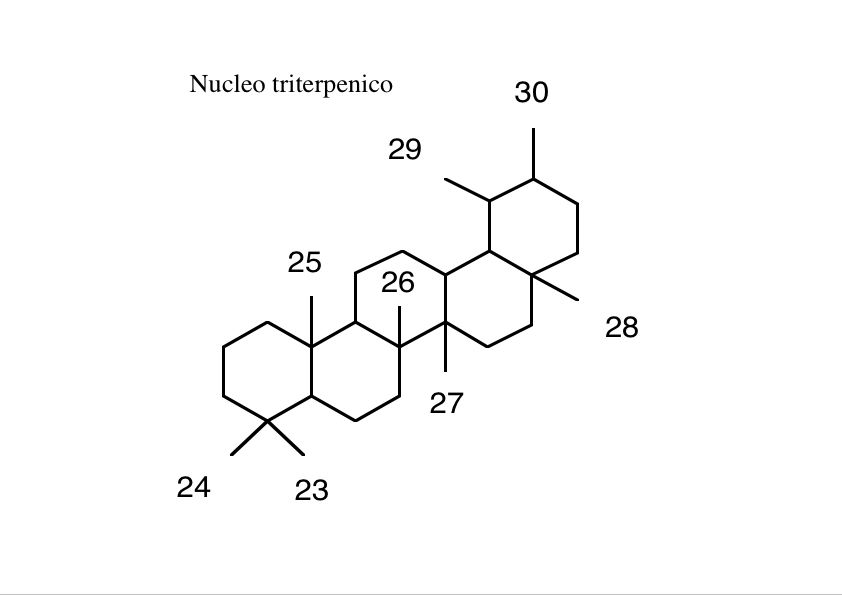
Nucleo triterpenico

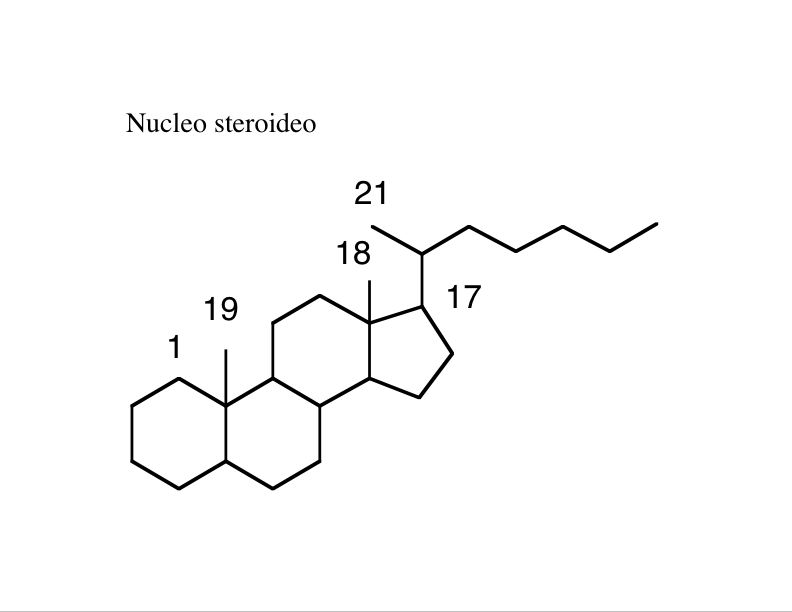
Nucleo steroideo

Le saponine (o saponosidi) sono glicosidi terpenici di origine vegetale che prendono il nome dalla Saponaria officinalis, un tempo coltivata per il lavaggio della lana. Centinaia di vegetali contengono saponine, che possono raggiungere anche il 30% del peso secco della pianta.

## Caratteristiche
Si ritiene che le piante usino le saponine per difendersi da organismi patogeni, in particolare funghi. In alcuni casi esse sono già presenti; altre volte vengono sintetizzate da precursori quando la pianta subisce un danno. L'unico cereale che contiene saponine è l'avena, che infatti risulta il più resistente fra i cereali alle muffe e ai funghi. È stato accertato che l'azione fungicida è dovuta alla reazione delle saponine con steroli presenti nelle membrane delle ife dei funghi, che causa la rottura della membrana e quindi la morte del fungo.

## Struttura
Le saponine sono formate dall'unione di residui zuccherini (come glucosio, fruttosio, galattosio, arabinosio o altri) con una molecola non zuccherina detta aglicone (nel caso specifico anche sapogenina). A questa struttura particolare si devono le proprietà detergenti delle saponine in quanto gli zuccheri formano una sezione idrosolubile mentre l'aglicone risulta liposolubile. I residui zuccherini sono presenti in numero variabile da uno a sei. Le sapogenine hanno invece una struttura più complessa, riconducibile a due gruppi:
- triterpenico
- steroideo[2]

Le saponine a nucleo triterpenico (come la glicirrizina della liquirizia o l'escina dell'ippocastano) hanno una struttura pentaciclica a 30 atomi di carbonio; quelle a nucleo steroideo ne hanno una di base con 27 carboni (spesso la catena alifatica è trasformata in due anelli eterociclici).

## Utilizzi
Le saponine sono in grado di abbassare la tensione superficiale in soluzioni acquose; sono capaci di formare soluzioni colloidali schiumeggianti e si possono usare come emulsionanti. 
L'iniezione per via parenterale di questi composti determina emolisi. 
L'assunzione per via orale non produce questo effetto, perché l'attività emolitica delle saponine si esplica solo se la molecola rimane intatta, cosa che durante la digestione non avviene in quanto essa viene scissa nei due suoi componenti. 
In terapia alle saponine di alcune piante viene riconosciuta attività antinfiammatoria, cicatrizzante (come nella liquirizia) e antiedemigena (come nell'ippocastano).
Spesso le saponine vengono impiegate nell'industria per la produzione di ormoni steroidei (ad esempio, il testosterone e il cortisolo).